# Aéroport de Kittilä
L'aéroport de Kittilä (finnois : Kittilän lentoasema) (code IATA : KTT • code OACI : EFKT) est situé à Kittila en Finlande.

## Géographie
| \| 50 km1:2 811 000 \| Enontekiö Helsinki-Malmi Helsinki-Vantaa Ivalo Joensuu Jyväskylä Kajaani Kemi-Tornio Kittilä Kokkola-Pietarsaari Kuopio Kuusamo Lappeenranta Mariehamn Oulu Pori Rovaniemi Savonlinna Tampere Turku Vaasa Varkaus |
| 50 km1:2 811 000 |

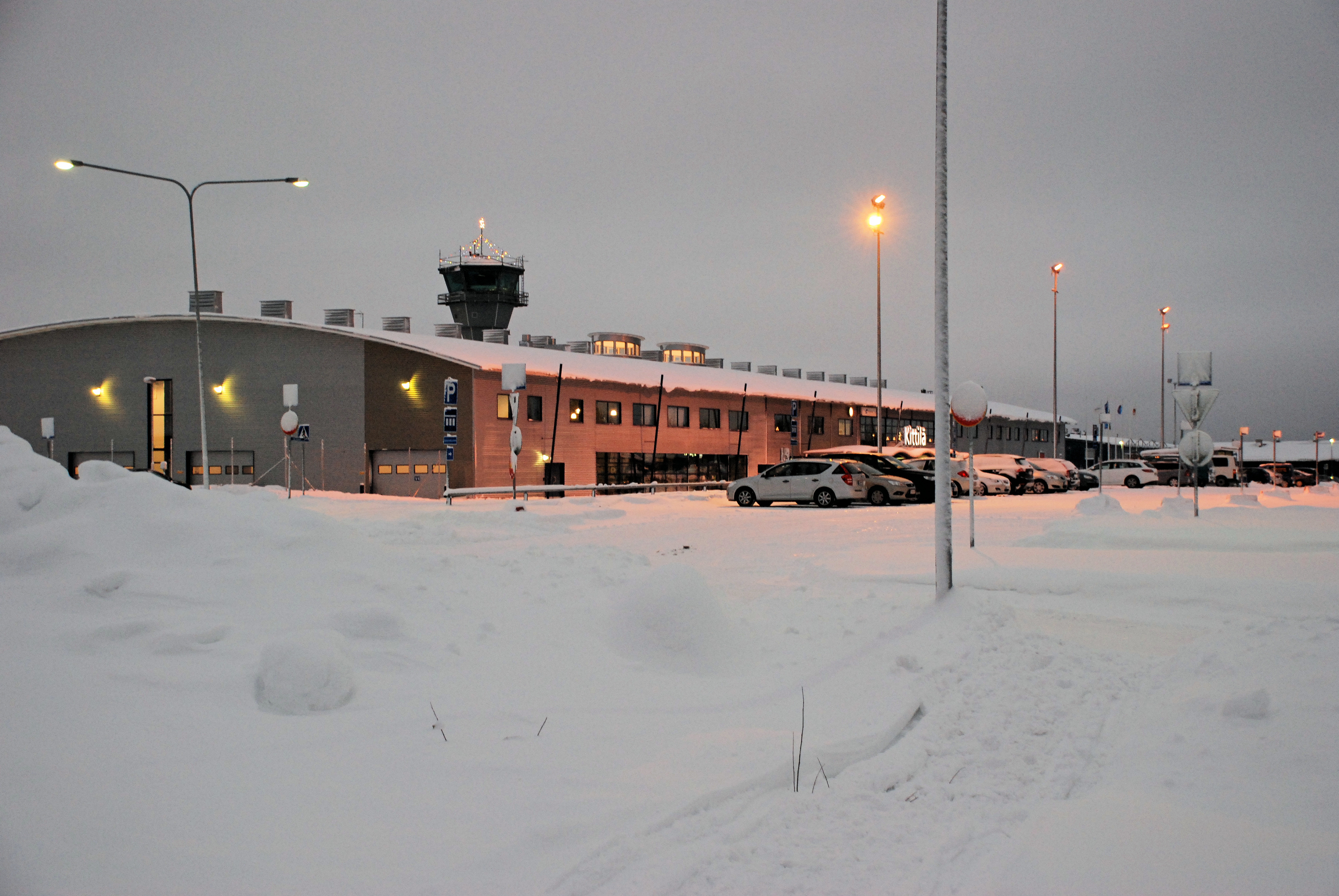
Le terminal.

L'aéroport de Kittilä' est le huitième aéroport de Finlande par le trafic passagers. Situé au nord du Cercle polaire arctique, il dessert la partie occidentale de la Laponie et en particulier les stations de ski de Levi (15 km), d'Ylläs (Ylläsjärvi à 35 km, Äkäslompolo à 55 km), Olos à 70 km ou encore Pallas à 75 km.

## Histoire
L'aéroport a été inauguré en 1983. Le terminal a été partiellement reconstruit en 2007 après la destruction de plus de 2 000 m2 par un incendie fin juillet 2006.
En 2007, l'aéroport a accueilli 240 000 voyageurs. Si la liaison vers Helsinki, sur laquelle Blue1 et Finnair sont en compétition, est la seule liaison régulière d'importance, près de 40 % des passagers débarquent en provenance d'un vol charter, souvent venus du Royaume-Uni ou d'autres pays européens pendant la saison hivernale.

## Compagnies et destinations
| Compagnies              | Destinations |
| ----------------------- | --- |
| Aer Lingus              | En saison Charter : Dublin |
| airBaltic               | En saison : Riga, Tampere/Pirkkala                                                                                                |
| Air France              | En saison: Paris-Charles de Gaulle                                                                                                |
| Austrian Airlines       | En saison: Vienne-Schwechat |
| Corendon Dutch Airlines | En saison Charter : Amsterdam |
| easyJet                 | En saison: Paris-Charles de Gaulle                                                                                                |
| Edelweiss Air           | En saison : Zurich |
| Eurowings               | En saison : Düsseldorf |
| Finnair                 | Helsinki-Vantaa En saison : Ivalo, Tampere/Pirkkala, Turku                                                                        |
| Helvetic Airways        | En saison : Zurich |
| Lufthansa               | En saison : Munich-F. J. Strauß                                                                                                   |
| Transavia               | En saison Charter : Amsterdam |
| Transavia France        | En saison Charter : Paris-Orly |
| TUI Airways             | En saison : - Birmingham, - Bristol, - East Midlands, - Glasgow, - Londres-Gatwick, - Londres-Stansted, - Manchester, - Newcastle |
| TUI fly Belgium         | En saison : Bruxelles-National |
| TUI fly Netherlands     | En saison : Amsterdam, Rotterdam-La Haye                                                                                          |

Édité le 21/02/2020  Actualisé le 01/03/2023

## Trafic de passagers
Pour des raisons techniques, il est temporairement impossible d'afficher le graphique qui aurait dû être présenté ici.

Voir la requête brute et les sources sur Wikidata.
| Année | Domestique | International | Total   | Variation |
| ----- | ---------- | ------------- | ------- | --------- |
| 1983  |            |               | 1 821   |           |
| 1985  |            |               | 280     |           |
| 1990  |            |               | 21 103  |           |
| 1995  |            |               | 76 002  |           |
| 2000  |            |               | 170 082 |           |
| 2005  | 155 008    | 73 693        | 228 701 | −4,3 %    |
| 2006  | 153 338    | 91 820        | 245 158 | +7,3 %    |
| 2007  | 145 675    | 94 944        | 240 619 | −1,8 %    |
| 2008  | 164 136    | 101 428       | 265 564 | +9,8 %    |
| 2009  | 165 905    | 79 387        | 245 292 | −7,6 %    |
| 2010  | 141 655    | 72 296        | 214 493 | −12,6 %   |
| 2011  | 167 484    | 71 054        | 238 538 | +11,2 %   |
| 2012  | 186 184    | 77 273        | 263 427 | +10,4 %   |
| 2013  | 157 465    | 79 757        | 237 222 | −9,9 %    |